# Les històries de l'osset Faluc

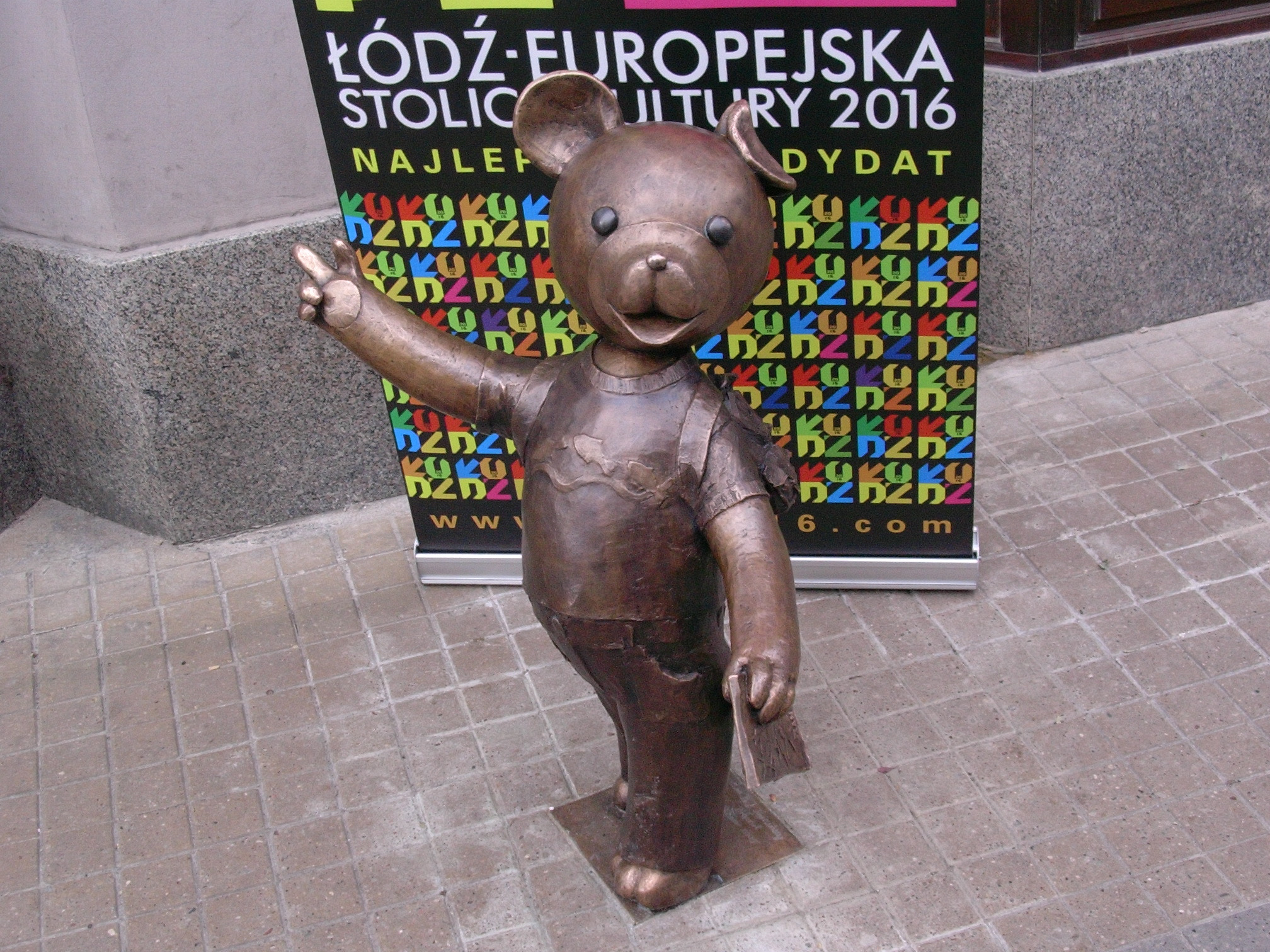
L'estàtua de Miś Uszatek a Łódź.

Les històries de l'osset Faluc (Miś Uszatek, en polonès), és una sèrie polonesa-danesa de ninots animats produïda a l'estudi de televisió SE-MA-FOR (a la ciutat polonesa de Łódź) per al canal nacional de la televisió polonesa "Telewizja Polska" entre 1975 i 1987. La sèrie consta de 104 episodis d'entre set i nou minuts de duració cadascun.

## Història
El personatge Miś Uszatek va ser creat a Polònia per l'escriptor Czeslaw Janczarski i el dibuixant Zbigniew Rychlicki i va aparèixer per primera vegada a Polònia en el còmic per a nens "Mis" el 6 de març de 1957. Més tard, Miś Uszatek va esdevenir un veritable heroi de llibres per nens, llibres que van ser traduïts en nombroses llengües. En els anys seixanta, es van realitzar dues pel·lícules d'animació, Miś Uszatek el 1962 i Zaproszenie el 1968, però és la sèrie de televisió del mateix títol (Miś Uszatek en polonès, Les històries de l'osset Faluc en català) el que li va aportar gran popularitat, a partir de 1975. En la història dels èxits de les sèries animades poloneses per a nens, la sèrie ocupa el segon lloc, després de Bolek i Lolek.
El mes de juliol 2007 les autoritats locals de Łódź van decidir construir una font-monument dedicada a Miś Uszatek, que estarà emplaçada al principal carrer de Łódź, el carrer Piotrkowska.

## Estructura dels episodis
En cada episodi, l'osset Faluc es disposa a anar al llit, però abans de fer-ho s'adreça als nens telespectadors per explicar-los els esdeveniments que ha viscut durant el dia que s'acaba. Comença aleshores un "flash-back" que constitueix en realitat el contingut mateix de l'episodi. En aquests esdeveniments quotidians sempre participen els altres personatges de la sèrie, però no sempre tots en el mateix episodi. Tots plegats formen una colla de bons amics i encara que el contingut de cada episodi mostri l'aparició d'un problema o d'un conflicte entre personatges, el problema o el conflicte es resol sempre de manera positiva i instructiva per als personatges. Es tracta doncs d'una sèrie de caràcter educatiu o pedagògic, mostrant a l'infant telespectador un model de conducta basat en una història dotada de fons moral.
El final de cada episodi és sempre el mateix: acabat el "flash-back" l'osset explica el fons moral de la història als infants telespectadors, es fica al llit, pronuncia les paraules "bona nit!" i finalment apaga la llum de la seva cambra.

## Personatges principals
- L'osset Faluc (Miś Uszatek). El protagonista de la sèrie és el més prudent dels personatges. Serveix de fil conductor car és ell qui conta la història.
- El porquet (Prosiaczek). Ell és el golafre i l'egoista de la colla, però no es pot dir que sigui dolent.
- Els conills (Kroliczki). N'hi ha tres de diferents, un més gran que els altres dos, que són germans. Els conills són els entremaliats de la sèrie.
- El gosset (Kruczek).
- La daina (Zajaczek).
- Les bessones. Són els únics personatges humans de la sèrie, tots els altres són animals antropomorfitzats.

## TV3
TV3 va emetre Les històries de l'osset Faluc entre la segona meitat dels anys 80 i la primera dels 90.

## Bona nit!
Les paraules que pronuncia en Faluc en cloure cada episodi de la sèrie, "bona nit", en polonès "dobranoc" (pronunciat "dobranots") resumeixen molt bé el gènere al qual pertany la sèrie. Els polonesos anomenen aquest tipus de sèrie d'episodis curts els dobranocki, o "dibuixos animats del vespre". Aquests episodis curts eren emesos per televisió en el moment del vespre en el que els pares, després de sopar, feien anar els nens a dormir. Així, acabat l'episodi, els vailets polonesos sabien el que havien de fer! Encara que TV3 va emetre la sèrie a Catalunya, les hores de difusió no eren ben bé les d'anar al llit.
En cada episodi, després que en Faluc hagués apagat la llum, l'episodi es cloïa amb els títols de crèdit i una curta cançó que TV3 va deixar en la versió original polonesa:
Pora na dobranoc, bo już księżyc świeci. Dzieci lubią misie, misie lubią dzieci.
«És hora d'anar al llit car ja llueix la lluna. Tant pels nens petits com pels ossets, pels ossets com pels nens petits».
En el mes de gener 2006, un habitant de la ciutat polonesa de Rzeszów, propietari d'una gran col·lecció d'objectes relacionats amb els dobranocki, incloses algunes marionetes originals utilitzades per a Les històries de l'osset Faluc, es va adreçar a l'alcalde de la ciutat per parlar-li del seu projecte de donació de la seva col·lecció a la municipalitat, naturalment amb la condició que un museu local Muzeum Dobranocek fos creat a Rzeszów.

## Equip tècnic
- Direcció: Lucjan Dembiński, Marian Kiełbaszczak, Dariusz Zawilski, Eugeniusz Ignaciuk, Jadwiga Kudrzycka, Eugeniusz Strus, Teresa Puchowska-Sturlis, Janusz Galewicz, Krystyna Kulczycka, Janina Hartwig
- Guionistes: Czesław Janczarski, Janusz Galewicz, Łukasz Czerwiec, Jadwiga Kudrzycka, Janina Hartwig, Eugeniusz Ignaciuk, Marian Kiełbaszczak, Eugeniusz Strus
- Conseller de textos: Sławomir Grabowski
- Fotografia: Eugeniusz Ignaciuk, Stanisław Kucner, Leszek Nartowski, Piotr Jaworski, Bogdan Malicki
- Música: Piotr Hertel
- Narrador polonès: Mieczysław Czechowicz
- Narrador català: Carles Sales

## Llistat d'episodis
| Any  | N°  | Títol polonès          | Títol català | Guionista            | Contingut argumental |
| ---- | --- | ---------------------- | ------------ | -------------------- | -------------------- |
| 1975 | 1   | CHOINKA                |              | D. Zawilski          |                      |
| 1975 | 2   | CHYTRA WRONA           |              | D. Zawilski          |                      |
| 1975 | 3   | PODWIECZOREK           |              | E. Ignaciuk          |                      |
| 1975 | 4   | BAŁWANEK               |              | E. Ignaciuk          |                      |
| 1976 | 5   | NAUCZKA                |              | J. Kudrzycka         |                      |
| 1976 | 6   | WYCIECZKA              |              | J. Kudrzycka         |                      |
| 1976 | 7   | KĄPIEL                 |              | D. Zawilski          |                      |
| 1976 | 8   | KOŁYSANKA              |              | D. Zawilski          |                      |
| 1976 | 9   | PRZEPRASZAM            |              | M. Kiełbaszczak      |                      |
| 1976 | 10  | DESZCZYK               |              | L. Dembiński         |                      |
| 1976 | 11  | PRZEPROWADZKA          |              | J. Kudrzycka         |                      |
| 1976 | 12  | LOKATORZY NA ZIMĘ      |              | J. Kudrzycka         |                      |
| 1976 | 13  | GNIAZDKO               |              | L. Dembiński         |                      |
| 1976 | 14  | JA CZY NIE JA...       |              | L. Dembiński         |                      |
| 1976 | 15  | PROSTY SPOSÓB          |              | L. Dembiński         |                      |
| 1976 | 16  | JEDEN TAKI, DRUGI TAKI |              | D. Zawilski          |                      |
| 1976 | 17  | ZŁOTY DZWONECZEK       |              | D. Zawilski          |                      |
| 1976 | 18  | SANECZKI               |              | E. Ignaciuk          |                      |
| 1976 | 19  | ŚLIZGAWKA              |              | E. Ignaciuk          |                      |
| 1976 | 20  | LATAWIEC               |              | M. Kiełbaszczak      |                      |
| 1976 | 21  | APETYT NA WISIENKI     |              | M. Kiełbaszczak      |                      |
| 1976 | 22  | MOTOREK                |              | J. Kudrzycka         |                      |
| 1976 | 23  | BABULEŃKA              |              | J. Kudrzycka         |                      |
| 1977 | 24  | EEE, CO TAM            |              | J. Galewicz          |                      |
| 1977 | 25  | HUŚTAWKA               |              | J. Galewicz          |                      |
| 1977 | 26  | ZGUBA                  |              | M. Kiełbaszczak      |                      |
| 1977 | 27  | SZELEST W NOCY         |              | M. Kiełbaszczak      |                      |
| 1977 | 28  | ZAKUPY                 |              | J. Hartwig           |                      |
| 1977 | 29  | DYM                    |              | J. Hartwig           |                      |
| 1977 | 30  | PŁOTEK ZE STOKROTEK    |              | D. Zawilski          |                      |
| 1977 | 31  | NIEZWYKŁE BUCIKI       |              | D. Zawilski          |                      |
| 1977 | 32  | NIEZAPOMINAJKI         |              | E. Ignaciuk          |                      |
| 1977 | 33  | DZIWNA DYNIA           |              | E. Ignaciuk          |                      |
| 1977 | 34  | WRONIE GNIAZDO         |              | J. Kudrzycka         |                      |
| 1977 | 35  | KRAN                   |              | J. Kudrzycka         |                      |
| 1977 | 36  | LIZAK                  |              | M. Kiełbaszczak      |                      |
| 1977 | 37  | FARBY                  |              | M. Kiełbaszczak      |                      |
| 1977 | 38  | SKARBONKA              |              | J. Hartwig           |                      |
| 1977 | 39  | ZAPASY NA ZIMĘ         |              | J. Hartwig           |                      |
| 1977 | 40  | PRZYMIARKA             |              | J. Galewicz          |                      |
| 1977 | 41  | RÓŻOWE LANDRYNKI       |              | J. Galewicz          |                      |
| 1977 | 42  | DZIWNE OKULARY         |              | D. Zawilski          |                      |
| 1977 | 43  | NA GRZYBY              |              | D. Zawilski          |                      |
| 1977 | 44  | GITARA                 |              | E. Ignaciuk          |                      |
| 1977 | 45  | JAK SÓJKA ZA MORZE     |              | E. Ignaciuk          |                      |
| 1977 | 46  | ŚWIATŁA MÓWIĄ          |              | J. Kudrzycka         |                      |
| 1977 | 47  | GŁUCHY TELEFON         |              | J. Kudrzycka         |                      |
| 1978 | 48  | KLUCZ                  |              | D. Zawilski          |                      |
| 1978 | 49  | SŁOWA-SŁÓWKA           |              | D. Zawilski          |                      |
| 1978 | 50  | KULIG                  |              | M. Kiełbaszczak      |                      |
| 1978 | 51  | WAKACYJNI GOŚCIE       |              | M. Kiełbaszczak      |                      |
| 1978 | 52  | PARASOL                |              | J. Kudrzycka         |                      |
| 1978 | 53  | OBRZYDLIWKI            |              | J. Kudrzycka         |                      |
| 1978 | 54  | ŁAKOMCZUCH             |              | D. Zawilski          |                      |
| 1978 | 55  | NOWY KOLEGA            |              | D. Zawilski          |                      |
| 1978 | 56  | NAKRĘTKA               |              | E. Ignaciuk          |                      |
| 1978 | 57  | JESIENNY SPACER        |              | E. Ignaciuk          |                      |
| 1978 | 58  | KTO POTRAFI?           |              | J. Hartwig           |                      |
| 1978 | 59  | SPÓŹNIONE ŚNIADANIE    |              | J. Hartwig           |                      |
| 1979 | 60  | PILNA WIADOMOŚĆ        |              | D. Zawilski          |                      |
| 1979 | 61  | WYŻEJ-NIŻEJ            |              | D. Zawilski          |                      |
| 1979 | 62  | GDZIE LEPIEJ           |              | M. Kiełbaszczak      |                      |
| 1979 | 63  | PLACEK Z KRUSZONKĄ     |              | M. Kiełbaszczak      |                      |
| 1979 | 64  | ISKIERKA               |              | E. Ignaciuk          |                      |
| 1979 | 65  | GORĄCZKA               |              | E. Ignaciuk          |                      |
| 1979 | 66  | PIESEK                 |              | E. Strus             |                      |
| 1979 | 67  | CIEKAWSCY              |              | E. Strus             |                      |
| 1979 | 68  | ROBOTA NA DRUTACH      |              | D. Zawilski          |                      |
| 1979 | 69  | PÓŹNIEJ                |              | D. Zawilski          |                      |
| 1979 | 70  | KTO ZAWINIŁ?           |              | M. Kiełbaszczak      |                      |
| 1979 | 71  | WESOŁE MIASTECZKO      |              | M. Kiełbaszczak      |                      |
| 1979 | 72  | RATOWNICY              |              | J. Hartwig           |                      |
| 1979 | 73  | WROTKI                 |              | E. Ignaciuk          |                      |
| 1979 | 74  | PECHOWE LODY           |              | E. Ignaciuk          |                      |
| 1980 | 75  | CHWALIPIĘTY            |              | E. Ignaciuk          |                      |
| 1980 | 76  | SOBEK                  |              | M. Kiełbaszczak      |                      |
| 1980 | 77  | IMIENINY               |              | M. Kiełbaszczak      |                      |
| 1980 | 78  | TO TYLKO GAŁĄŹ         |              | E. Strus             |                      |
| 1980 | 79  | KISZONE OGÓRKI         |              | E. Strus             |                      |
| 1983 | 80  | SPORT TO ZDROWIE       |              | D. Zawilski          |                      |
| 1983 | 81  | KOLOROWE DRAŻETKI      |              | D. Zawilski          |                      |
| 1984 | 82  | ZIELONO W GŁOWIE       |              | J. Kudrzycka         |                      |
| 1984 | 83  | PIASEK SAHARY          |              | J. Kudrzycka         |                      |
| 1984 | 84  | OKRYCIE NA ZIMĘ        |              | T. Puchowska-Sturlis |                      |
| 1984 | 85  | ZATRZASK               |              | T. Puchowska-Sturlis |                      |
| 1984 | 86  | WYSPA                  |              | D. Zawilski          |                      |
| 1984 | 87  | CZAJKA                 |              | D. Zawilski          |                      |
| 1985 | 88  | SKRÓT                  |              | K. Kulczycka         |                      |
| 1985 | 89  | NIEZWYKŁY LIST         |              | K. Kulczycka         |                      |
| 1985 | 90  | TANDEM                 |              | J. Galewicz          |                      |
| 1985 | 91  | "LALUŚ"                |              | J. Galewicz          |                      |
| 1986 | 92  | PODRÓŻ USZATKA         |              | T. Puchowska-Sturlis |                      |
| 1986 | 93  | PRZYSŁUGA              |              | T. Puchowska-Sturlis |                      |
| 1986 | 94  | KRÓLOWA KLEOPATRA      |              | D. Zawilski          |                      |
| 1986 | 95  | WYCISK                 |              | D. Zawilski          |                      |
| 1986 | 96  | TAJEMNICA              |              | T. Puchowska-Sturlis |                      |
| 1986 | 97  | STARY ZEGAR            |              | T. Puchowska-Sturlis |                      |
| 1986 | 98  | WIELKA WYGRANA         |              | D. Zawilski          |                      |
| 1986 | 99  | SKRZYNIA               |              | D. Zawilski          |                      |
| 1987 | 100 | LETNI DOMEK            |              | K. Kulczycka         |                      |
| 1987 | 101 | KREM BEZ GOTOWANIA     |              | K. Kulczycka         |                      |
| 1987 | 102 | ZNALAZŁEM              |              | J. Galewicz          |                      |
| 1987 | 103 | SUCHY PROWIANT         |              | T. Puchowska-Sturlis |                      |
| 1987 | 104 | STRACH MA WIELKIE OCZY |              | T. Puchowska-Sturlis |                      |

## Altres països
La sèrie va ser molt apreciada fora de Polònia, és un dels productes més venuts de la història de la televisió polonesa. Vint-i-dos països la van comprar, incloent-hi Canadà, Iran i alguns estats africans. D'altres exemples són:
- Catalunya (Les històries de l'osset Faluc)
- Eslovènia (Medvedek Uhec)
- Finlàndia (Nalle Luppakorva)
- Hongria (Füles Mackó)
- Japó (Oyasumi Kuma-chan)
- Macedònia (Meceto Ushko)
- Polònia (Miś Uszatek)
- Portugal (O urso Teddy)
- Txecoslovàquia (en eslovac Macko Uško)

Encara avui dia, és una sèrie molt popular dintre i fora de Polònia. Tres països l'emeten encara, Finlàndia, Eslovènia i el seu país d'origen, on és emesa cada dijous. Els finlandesos se l'estimen tant que marionetes de la sèrie van ser robades durant una exposició.

## Projectes actuals
La tardor de 2007, SE-MA-FOR va anunciar que es farien més episodis, però més tard va canviar de plans i el més probable és que es faci un llargmetratge, amb la col·laboració de l'empresa japonesa Eden Entertainment.